# Pavel Akselrod
Pavel Borisovitj Akselrod (ryska: Павел Борисович Аксельрод) ursprungligen Pinchas Borutsch, född 25 augusti 1850 i Potjep, guvernementet Tjernigov, död 16 april 1928 i Berlin, var en rysk socialdemokratisk politiker.

## Biografi
Pavel Akselrod var av judisk börd; i ungdomen hyste han anarkistiska åsikter (Akselrod var bakunist). Han kom därefter under emigrationstiden i Västeuropa under inflytande av den västeuropeiska socialdemokratin och blev själv socialdemokrat. År 1883 hjälpte han Georgij Plechanov att grunda första kärnan av det Ryska socialdemokratiska partiet och visade företagsamhet vid organisationen och utvecklingen av den ryska socialdemokratin. År 1903, efter Brysselkongressen, anslöt sig Akselrod till mensjevikerna, motståndarna till Lenins centralistiska och autokratiska åsikter. Akselrod har författat åtskilliga skrifter i rysk socialdemokratisk taktik. Efter oktoberrevolutionen 1917 tvingades Akselrod i landsflykt.